# Ludwik Jabłonowski
Ludwik Jabłonowski herbu Grzymała (ur. 24 sierpnia 1810 w Warszawie, zm. 9 października 1887 we Lwowie) – polski pamiętnikarz, poeta i działacz polityczny, właściciel dóbr Lubień.

## Życiorys
Syn Józefa Jabłonowskiego. Brat Zofii Jabłonowskiej, szwagier komediopisarza Aleksandra Fredry. Uczestnik powstania listopadowego i Wiosny Ludów, związany z konspiracją galicyjską. Był posłem do sejmu stanowego. Oprócz wierszy napisał pamiętnik Złote czasy i wywczasy, opisujący w formie gawędy życie szlachty polskiej w XIX wieku.
Jego żoną była Franciszka Włodek h. Prawdzic (zm. 27 maja 1880 r.), która urodziła mu w 1833 r. syna Stanisława Jabłonowskiego – właściciela dóbr Nastałów w Galicji.